# Косовско-португальские отношения
Косовско-португальские отношения — двусторонние дипломатические отношения между частично признанным государством Республикой Косово и Португальской Республикой. Парламент Косова в одностороннем порядке провозгласил независимость республики от Сербии 17 февраля 2008 года. Португальская Республика признала независимость Косова 7 октября 2008 года. Республика Косово официально объявила о своём решении открыть посольство в Лиссабоне.

## История
Когда войска стран НАТО вмешались в Косовскую войну, Португалия была готова оказать помощь, если необходимо, в бомбардировке Югославии в 1999 году. В результате, Португалией были предоставлены войска в рамках «миротворческой операции НАТО в Косове». После прекращения боевых действий Португалия предложила программу восстановления Пршевской долины в Сербии, к востоку от Косова. Португалия признала независимость Косова от Сербии в октябре 2008 года.

## Военное присутствие
В настоящее время Португалия насчитывает 266 военнослужащих, находящихся в Республике Косово в качестве миротворцев в составе организации «Силы для Косово» под руководством НАТО.